# 西野々古墳群
西野々古墳群(にしののこふんぐん)は、大阪府富田林市大字伏見堂に所在し、5基の古墳から構成される古墳時代後期の古墳群である。

## 概要
西野々という名称は、古墳群の西側に位置する集落名に由来する。大字伏見堂付近の石川東岸地域は、石川と東側の嶽山に挟まれ、河岸段丘上に南北に細長い平野部が形成されている。その中で、西野々台地は石川の蛇行によって西へ張り出しており、比較的広い平坦面をもつ。
西野々台地上に点在する5基の古墳のうち、4基(1～4号墳)は耕作による地形の改変が著しいものの墳丘が残存している。5号墳の位置は伝承によるものであり、地上に痕跡を留めていない。各古墳は50メートルから130メートルの間隔を空けて、円を描くように配置されている。周知の埋蔵文化財包蔵(遺跡)としては個別の古墳のほか、台地上の一帯が古墳群の範囲になっている。
西野々古墳群に近い嶽山山中では、西麓の斜面に嶽山古墳群と田中古墳群、北部の尾根上に奥ノ谷古墳群といった古墳時代後期の独立した古墳群が存在する。西野々と嶽山は6世紀前半、田中はやや時代が下る6世紀半ばに築造が開始される。奥ノ谷は7世紀代の古墳群である。西野々、田中、嶽山については、立地や規模、副葬品などで差異が認められ、築造の母体となった集団は異なっていたと推測される。
母体となった集落は不明であるが、他の古墳群と同様に、外子遺跡(伏見堂遺跡)など石川東岸の河岸段丘上、もしくは対岸の錦織地区を含めた極めて狭い地域に存在する可能性が想定される。

## 古墳の詳細

### 1号墳(明八塚古墳)
古墳群の北東に位置する。耕作により大きく改変を受けているが、本来の形状は円墳で、規模は直径46メートル高さ9メートルであったと推測される。周囲に幅6メートル深さ0.8メートルの周濠が廻る。
発掘調査は、北側市道、および北側消防団倉庫の建設に伴って実施されている。これらの調査では、周濠が検出された他、葺石、円筒埴輪の存在が確認された。周濠の外堤部でも敷石状遺構が認められた。円筒埴輪の年代から、1号墳は6世紀前半に築造されたと推定される。
明八(めはち)塚の由来は、地形の改変により墳丘が明八(正八角形)を形づくっていたことによる。また、上の塚とも呼ばれる。明治時代に開墾が試みられた結果、南側に横穴式石室が開口していたという。その後、石室は埋められ、現在は内部構造を窺うことができない。

### 2号墳(千代塚古墳)
1号墳の50メートル南に位置する。墳丘は残存しているものの、1号墳と比べて状態は著しく悪い。円墳であり、直径25メートル高さ4メートルと推定される。横穴式石室を有していた可能性が高いが、かつて宝物を探して破却された際に、何も見つからなかったと伝えられる。
現地案内板や周知の埋蔵文化財包蔵地では千代(ちよ)塚とされているが、この名称の由来は不明である。1号墳(北の明八塚)に対して南の明八塚、下の塚とも呼ばれる。

### 3号墳
古墳群の南側中央に位置する。方墳であったと考えられるが、墳丘の状態は悪い。残存している墳丘の規模は、一辺28メートル高さ2.5メートルである。石塚とも呼ばれる。

### 4号墳
古墳群のうち、段丘崖に近い最も西側に位置する。方墳であったと考えられるが、墳丘の一部を残すのみである。残存している墳丘の規模は、一辺15メートル高さ4メートルである。牛上塚とも呼ばれる。

### 5号墳
4号墳の近く「松の本」という小字に存在したと伝えられるが、地上に痕跡は残っていない。富田林市史では、特に記すべき内容はないと述べられている。